# Himertosoma magnificum
Himertosoma magnificum là một loài tò vò trong họ Ichneumonidae.